# Співець (вірш)
«Співе́ць» — вірш Лесі Українки.
Вперше надрукований у журналі «Зоря», 1889, № 21, стор. 350 — 351. Автограф — ІЛІШ, ф. 2, № 747, стор. 19 — 20. Датується 1889 р. на підставі першодруку.
Опублікований у збірці «На крилах пісень», К., 1904, стор. 27 — 29.